# Світло у темряві
«Світло у темряві» (англ. Shining Through) — американський військовий драматичний фільм 1992 року режисера Девіда Зельцера за власним сценарієм на основі однойменної новели Сьюзен Айзекс з Мелані Гріффіт і Майклом Дугласом в головних ролях.

## Сюжет
Події відбуваються під час Другої світової війни.
Лінда Восс, молода напівєврейка-напівірландка, досконало знає німецьку мову, влаштовується на роботу в нью-йоркську юридичну фірму і, надивившись раніше досхочу шпигунських фільмів, невдовзі здогадується, що її бос Ед Леланд займається якоюсь шпигунською роботою. Той, вражений її проникливістю, проймається до неї почуттям, але їхнє кохання переривається, коли США вступають у війну після нападу японців на Перл-Гарбор.
Через деякий час вони зустрічаються знов, і Леланд бере її до себе секретаркою. У важку мить вона добровільно вирушає під прикриттям до нацистської Німеччини, щоб врятувати двоюрідну сестру, Сполучені Штати та увесь світ.

## У ролях
| Актор            | Роль                               |
| ---------------- | ---------------------------------- |
| Мелані Гріффіт   | Лінда Восс                         |
| Майкл Дуглас     | Ед Леланд                          |
| Ліам Нісон       | генерал Франц-Отто Дітріх          |
| Джоелі Річардсон | Маргрете фон Еберштайн             |
| Джон Гілгуд      | Конрад Фрідріхс, він же «Соняшник» |
| Френсіс Гінан    | Ендрю Беррінгер                    |

## Критика
Фільм не мав ні комерційного, ні критичного успіху й отримав негативні, часом нищівні відгуки від критиків, але більш поблажливі від глядачів. Rotten Tomatoes дав оцінку 41 % на основі 17 відгуків від критиків і 72 % від більш ніж 5 000 глядачів.
Фільм критикували за легковажність сценарію на військову тему, за неправдоподібність сцен, за історичні та географічні неточності. Він отримав п'ять номінацій на 13-й церемонії «Золотої малини»: найгірші фільм, режисер (Девід Зельцер), сценарій (Девід Зельцер), актор (Майкл Дуглас), акторка (Мелані Гріффіт), з яких сумнівну перемогу здобули три: сам фільм, Мелані Гріффіт та Девід Зельцер як режисер.